# Делта форс
Първото оперативно подразделение на специалните сили – Делта (на английски: 1st Special Forces Operational Detachment-Delta), познато като Делта форс, е част от специалните въоръжени сили на САЩ.
Основна задача на Делта Форс е контратероризма и операции в страната. Това подразделение е извънредно гъвкава група, способна да извършва различен тип операции, като спасяване на заложници, внезапни атаки и елиминиране на тайни вражески сили. Делта форс провежда мисии подобно на Британските специални въздушни сили (SAS), от които е заимстван модела на организация. Главната квартира на Делта Форс е във Форт Браг, Северна Каролина.

#### Изисквания към кандидатите за „Делта форс“
- граждани на САЩ
- мъже над 22 години
- доброволци
- с чисто досие
- успешно представяне на теста Flight Physical клас 2, както и на физическия тест
- да имат минимум 2 години активна военна служба и чин сержант
- да са били командири поне 12 месеца

Стандартите за приемане в „Делта форс“ са високи и по тази причина биват приемани само 7% от кандидатите.

## Известни операции
- Операция „Орлов нокът“: Иран 1980 г.
- Операция „Бърза ярост“: Гренада 1983 г.
- Операция „Кисела маневра“: Панама 1989 г.
- Операция „Справедлива кауза“: Панама 1989 г.
- Операция „Пустинен щит“: Ирак 1990 г.
- Операция „Пустинна буря“: Ирак 1991 г.
- Операция „Възстановена надежда“: Сомалия 1993 г.
- Операция „Варварска змия“: Операцията, довела до битката в Могадишу (Операция „Черният Ястреб Долу“) Operation Black Hawk Down
- Операция „Продължителна свобода“: Афганистан 2001 г.
- Операция „Анаконда“: Афганистан 2002 г.
- Операция „Иракска свобода“: Ирак 2003 г.